# کریستین ریوروس
کریستین ریوروس (انگلیسی: Cristian Riveros؛ زادهٔ ۱۶ اکتبر ۱۹۸۲) یک بازیکن فوتبال اهل پاراگوئه است.
وی همچنین در تیم ملی فوتبال پاراگوئه بازی کرده‌است.